# Марквард I фон Арнсберг-Хайдек
Марквард I фон Арнсберг-Хайдек (на немски: Marquard, Herr von Arnsberg-Heideck; † 9 юни 1278) от франкския род Арнсберг-Хайдек е господар на Арнсберг-Хайдек в Бавария.
Той е син на Готфрид II фон Арнсберг-Хайдек († сл. 1235) и Хедвиг. Внук е на Хадебранд I фон Арнсберг († 1221). Правнук е на Готфрид I фон Арнсберг († 1189) и на фон Танбрун, дъщеря на Бертхолд фон Танбрун.
Брат е на Хадубранд II фон Хайдек-Арнсберг († сл. 1256). Полубрат е на незаконната Берта фон Хайдек († 30 октомври 1259), омъжена за Готфрид I фон Зулцбург († 21 март 1259).
През средата на 13 век Марквард I фон Хайдек построява нов дворец на четири километра южно от Хайдек.

## Фамилия
Марквард I фон Арнсберг-Хайдек се жени за Хадвиг фон Хоенбург-Фобург († 8 юни 1265, погребана в Каст), дъщеря на маркграф Диполд VII фон Хоенбург († 1225) и Матилда фон Васербург († сл. 1237), дъщеря на граф Дитрих III фон Васербург († 1206) и Хайлика I фон Вителсбах († 1200). Те имат един син:
- Готфрид III фон Арнсберг-Хайдек († 1331), женен пр. 13 септември 1280 г. за Кунигунда фон Дьорнберг († пр. 1292/ок. 18 ноември 1336)

Марквард I фон Арнсберг-Хайдек се жени втори път за София фон Цолерн-Нюрнберг († сл. 16 юни 1276), дъщеря на бургграф Конрад I фон Цолерн-Нюрнберг († 1261) и Аделхайд фон Фронтенхаузен († 1245), дъщеря на Хайнрих III граф на Фронтенхаузен. Според друг източник син му Готфрид III е от този брак.